# Trần Hưng Đạo

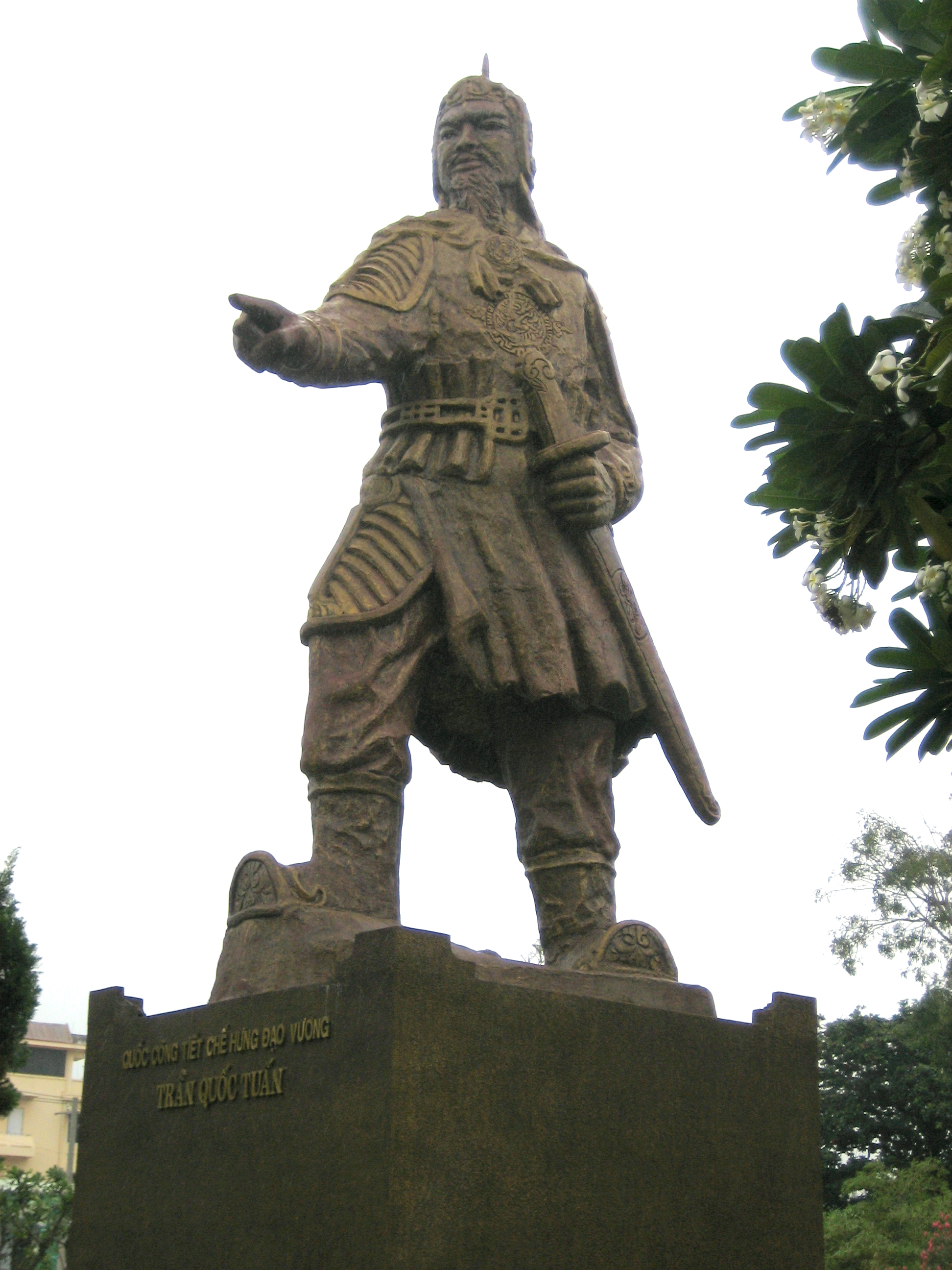
Statue de Trần Hưng Đạo à Vũng Tàu;

Trần Hưng Đạo (1228-1300) (né Trần Quốc Tuấn) est un général vietnamien de la dynastie Trần. En 1288, la flotte d'invasion des Yuan-Mongols a été détruite par l’armée de Trần, commandé par le général Trần Hưng Đạo à la bataille de Bạch Đằng.

## Histoire
Lors de l'invasion de la Chine par les Mongols, Kubilai Khan, petit-fils de Gengis Khan, demande au Vietnam en 1257 de passer sur son territoire pour surprendre les Chinois par le sud. Les Vietnamiens refusent et subissent la dévastation de l'armée mongole en représailles. À court de moyens, cependant, l'armée doit se retirer à la suite d'une contre-offensive vietnamienne.
Les Mongols reviennent à la charge en 1285 après la conquête de la Chine. Ils déferlent sur le pays, commandés par le Prince Toghan, neuvième fils de Kubilai. Mais ils se heurtent à une forte résistance, sous la gouverne de Trần Hưng Đạo et doivent bientôt retraiter.
Deux ans plus tard, Toghan refait une nouvelle tentative avec 300 000 hommes et conquiert le pays. La capitale est incendiée, mais Trần Hưng Đạo affronte les Mongols l'année suivante et triomphe à la bataille navale sur la rivière Bạch Đằng. Battu, Toghan doit retraiter et subir le rejet de son père, honteux de cette défaite.
Trần Hưng Đạo est devenu une figure emblématique de l'histoire du Vietnam. Plusieurs villes du Vietnam possèdent un rue portant son nom et plusieurs temples lui consacrent un culte.